# 阿歷克謝·舍維德
阿歷克謝·维克托罗维奇·舍維德（俄语：Алексей Викторович Швед，羅馬化：Alexey Viktorovich Shved，1988年12月16日—），出生于俄罗斯的别尔哥罗德，俄羅斯籃球運動員，場上位置是控球後衛和得分後衛，現效力於VTB聯賽聖彼得堡澤尼特。他也代表俄羅斯國家男子籃球隊參賽。

## 職業生涯
2023年10月舍維德與中国男子篮球职业联赛山西汾酒簽約。舍維德代表山西汾酒出賽47場，場均可挹注15.9分、5.8籃板、9.2助攻。2024年休賽季山西汾酒對舍維德行使優先續約權。上海久事與吉林九台农商行曾向山西汾酒交易舍維德的優先續約權，但最終未成。2024年10月舍維德與山西汾酒簽約重返球隊，頂替因傷離隊的易卜拉希马·法尔·法耶。12月7日，山西汾酒取消註冊舍維德，舍維德被易卜拉希马·法尔·法耶頂替但未離隊，舍維德2024-25賽季出賽5場，場均斬獲6.4分、2.4籃板、4.4助攻。12月24日，舍維德的經紀人表示舍維德身上已經沒有合約。
2025年1月18日，舍維德與VTB聯賽聖彼得堡澤尼特簽約。

## 外部連結
- 阿列克谢·施韦德在fiba.basketball（英语）
- 阿列克谢·施韦德在archive.fiba.com（存檔）（英语）
- 阿列克谢·施韦德在NBA（英语）
- 阿列克谢·施韦德在歐洲籃球聯賽（英语）
- 阿列克谢·施韦德在VTB聯賽（英语）
- 阿列克谢·施韦德在中国男子篮球职业联赛
- 阿列克谢·施韦德在Basketball-Reference.com（NBA）（英语）
- 阿列克谢·施韦德在Basketball-Reference.com（國際）（英语）
- 阿列克谢·施韦德在ESPN（NBA）（英语）
- 阿列克谢·施韦德在Eurobasket.com（球員）（英语）
- 阿列克谢·施韦德在Proballers（英语）
- 阿列克谢·施韦德在RealGM（英语）
- 阿列克谢·施韦德在中国篮球数据库
- 阿列克谢·施韦德在Olympedia（英语）
- 阿列克谢·施韦德在Flashscore（英语）